# Nymphodora fletcheri
Nymphodora fletcheri is een pissebed uit de familie Nannoniscidae. De wetenschappelijke naam van de soort is voor het eerst geldig gepubliceerd in 1975 door Paul & George.